# MEG ザ・モンスターズ2
『MEG ザ・モンスターズ2』（メグ ザ・モンスターズ2、原題：Meg 2: The Trench）は、2023年公開のアメリカ・中国合作によるSF・アクション・スリラー映画。
スティーヴ・オルテンが、1999年に発表した『The Trench』を基にして、Dean GeorgarisとJon&Erich Hoeberが脚本を執筆し、ベン・ウィートリーが監督を務めた。2018年公開の映画『MEG ザ・モンスター』の続編であり、前作からジェイソン・ステイサムとクリフ・カーティスが続投し、ウー・ジン、ソフィア・ツァイらが出演する。
本作は、2023年6月9日に上海国際映画祭でプレミア上映され、アメリカ合衆国においてはワーナー・ブラザース・ピクチャーズが配給を担当し、8月4日に公開。日本では8月25日に公開された。

## あらすじ
メガロドンが発見された5年後。ジョナス・テイラー（ジェイソン・ステイサム）は汚染物質を不法に海洋投棄する船を取り締まりながら、海洋研究センター『マナ・ワン社』で海底の調査を担当していた。マナ・ワン社のCEOであるジウミンは、海底調査用のパワードスーツを開発しつつ、幼魚から育てたメグの“ハイチ”で研究成果を上げていた。ジウミンの姪のメイインは14才になったが、親代わりのテイラーが危険だからと深海潜水を許さないことが不満だった。
2隻の潜水艇に別れて、スタッフと共に海底調査に赴くテイラーとジウミン。テイラーの艇にはメイインが密航していた。深海で大型のメグと一緒にいるハイチを発見するテイラーたち。雌のハイチは繁殖相手を求める年頃になっていたのだ。ハイチたちを追った潜水艇は、謎の海底施設を発見した。それは、マナ・ワン社に資金援助している富豪のヒラリー・ドリスコルが、不法に海底の資源を採掘している施設だった。証拠を消すために海底施設を爆破して、潜水艇を巻き添えにするドリスコル。航行不能に陥ったテイラーたちは潜水服を着用し、メグがうろついている海底を徒歩で進んで、犠牲者を出しながらも海底ステーションに辿り着いた。
地上のスタッフは救難艇を出そうとしたが、何者かの工作で艇は破壊されていた。海底ステーションに入ったテイラーたちは、高価なレア・アースを違法に採掘している証拠を掴み、脱出ポッドに向かったが、ポッドは地上からの遠隔操作で無人のまま発射された。地上スタッフのジェスがドリスコルに買収されて、テイラーたちの抹殺を図ったのだ。ドリスコルは海上のマナ・ワン施設を乗っ取り、違法採掘の拠点にする気でいた。
ポッドのエアロックに閉じ込められ、注水によって溺れかけるテイラーたち。仲間を救うためにテイラーは、潜水服もボンベもない生身の状態でメグたちがいる深海を泳ぎ、別のハッチから施設に入った。そこにはドリスコルの手下のモンテスが潜んでいたが、彼と戦い、間一髪でメイインたちを救い出すテイラー。一同はモンテスの潜水艇で脱出した。
マナ・ワンを襲撃するドリスコルの傭兵部隊。マナ・ワンに戻ったテイラーたちはボートで脱出を図ったが、周辺には深海から浮上して来たメグが3頭も徘徊していた。マナ・ワンから60キロの位置にリゾート客で賑わう島があり、メグの襲来を警告するために島に向かうテイラーたち。だが、メグより先に島を襲ったのは巨大タコだった。
メグを退治して名を上げ、同時にテイラーたちを殺して口封じするために、島に上陸するドリスコルと傭兵部隊。彼らに襲いかかったのは古代のトカゲ魚の大群だった。傭兵たちがトカゲ魚に手こずる間に、ジェットスキーでメグに戦いを挑むテイラー。ジウミンは手作りの爆弾で巨大タコに挑み、他の仲間たちは通信設備を探して救助を求めた。ドリスコルと傭兵たちはトカゲ魚に喰い殺され、飼っていたハイチ以外のメグを倒して、テイラーたちはリゾート客たちを救った。

## キャスト
※括弧内は日本語吹替
- ジョナス・テイラー - ジェイソン・ステイサム（山路和弘）
- ジウミン・ジャン - ウー・ジン[11]（加瀬康之）

メイインの叔父で前作『MEG ザ・モンスター』に登場したスーイン（今作では故人）の兄。
- メイイン・ジャン - ソフィア・ツァイ[12]（雨宮天）

ジウミンの姪。
- ジェームズ・“マック”・マックライズ - クリフ・カーティス[12]（川島得愛）
- DJ - ペイジ・ケネディ（英語版）[12]（あべそういち）
- モンテス - セルヒオ・ペリス＝メンチェータ（英語版）[13]（西凜太朗）

海溝での違法な採掘を指揮する犯罪者。
- ジェス - スカイラー・サミュエルズ（英語版）[13]（花澤香菜）
- リガス - メリッサンティ・マハウト（英語版）（村中知）
- カーティス - ウーピー・ヴァン・ラーム（織部ゆかり）
- サル - キラン・ソニア・サワル（英語版）（森川美咲）
- ランス - フェリックス・メイヤー（武内駿輔）
- ヒラリー・ドリスコル - シエンナ・ギロリー[13]（朴璐美）

ジウミンの研究に出資してる投資家。
- ココ - スイ・フォン・アイビー・ツイ（藤田曜子）

ファン・アイランドで働く女性。前作にも登場。
- 犬のピピン - マッチョ

ココの飼い犬。前作にも登場。
- オウムの声 - サラ・ディー（武内駿輔）

ジョナスが潜入する貨物船で飼われているオウム。
その他：和優希、石黒史剛、石川藍、村田遥、唐沢龍之介、柳生拓哉、露崎亘、小野寺悠貴、樋山雄作

## 製作

### 企画開発
2018年4月、ジェイソン・ステイサムは、『MEG ザ・モンスター』（2018年）の続編に関して、この映画（『MEG ザ・モンスター』）が興収的にも好評であれば実現するだろうと語り、「今の時代は何でもそうだと思うが...儲かれば、もっと儲けたいと欲がでるのが当然だ。そして、うまくいかなければ、すぐにでも（映画の存在を）隠してなかったものとしてしまうだろう...でも、それがハリウッドのやり方なんだ」と述べた。同年8月、スティーヴ・オルテンは「私の感覚では、この作品はきちんと評価されれば、必ず10億ドル規模のフランチャイズになると思っていた。しかし、きちんと評価されるためには、サメを正確に理解したり、キャストを正しく理解し、さらに、そのトーンを正確に理解する必要がありました。そして、ワーナー・ブラザースはそれを完全に実現してのけた。プロデューサーたちはやってのけたんだ」と語った。2018年10月、エグゼクティブ・プロデューサーのCatherine Xujun Yingは、続編製作が開発の初期段階にあることを発表した。

### プリプロダクション
2019年3月、脚本家のDean GeorgarisとJon & Erich Hoeberが本作の脚本担当に復帰し、現在、その脚本が執筆中であることが発表された。2020年9月のニュースレターで、オルテンは『Meg 2: The Trench』と題された脚本が完成したことを認め、その「ダーク」なトーンとR指定（前作のPG-13に対し）の可能性に関心を寄せた。2020年10月にはベン・ウィートリーが監督を務めることが発表された。

### 撮影
2021年4月、ステイサムは撮影が2022年1月に開始されると述べた。そして、1月末にはロンドン郊外のワーナー傘下のリーブスデン・スタジオで予定通り撮影が始まり、2022年2月4日には主要撮影が開始された。5月までそこで撮影が続けられた後に、おそらくアジアでの屋外ロケに切り替わった。製作が進む中、シエンナ・ギロリーやスカイラー・サミュエルズ、セルヒオ・ペリス＝メンチェータ、ウー・ジンが役名不明ながらも本作に出演することが発表された。

## 音楽
ハリー・グレッグソン＝ウィリアムズが、前作から引き続き、続編となる本作の作曲を担当した。

## 公開
2023年6月9日に上海国際映画祭でプレミア上映された。
アメリカ合衆国においてはワーナー・ブラザース・ピクチャーズが配給を担当し、8月4日に公開。
日本では8月25日に公開された。

## 受賞歴
| 映画賞                       | 授賞式       | 部門           | 対象                      | 結果       | 出典   |
| ---------------------------- | ------------ | -------------- | ------------------------- | ---------- | ------ |
| 第44回ゴールデンラズベリー賞 | 2024年3月9日 | 最低作品賞     | 『MEG ザ・モンスターズ2』 | ノミネート | [ 27 ] |
| 第44回ゴールデンラズベリー賞 | 2024年3月9日 | 最低監督賞     | ベン・ウィートリー        | ノミネート | [ 27 ] |
| 第44回ゴールデンラズベリー賞 | 2024年3月9日 | 最低主演男優賞 | ジェイソン・ステイサム    | ノミネート | [ 27 ] |